# 함양 백운암 건륭32년명 동종
함양 백운암 건륭32년명 동종(咸陽 白雲庵 乾隆三十二年銘 銅鍾)은 대한민국 경상남도 함양군 백운암에 있는 동종이다.
2010년 3월 11일 경상남도의 유형문화재 제499호 함양 백운암 건륭삼십이년 동종으로 지정되었다가, 2018년 12월 20일 현재의 명칭으로 변경되었다.

## 개요
종의 외형은 아래로 갈수록 약간 좁아지며, 고리는 두 마리의 용으로 형상화하였고 천판(天板)은 둥글고 낮게 만들었다. 종의 몸체는 횡선으로 공간을 구획하였는데, 상단과 하단에 2줄을 만들어 세 부분으로 나누었다. 상단에 있는 횡대 윗부분에는 원형범자문이 둘러져 있다. 몸체 중심부에는 보살상과 연곽이 번갈아 배치되었다. 두광을 갖춘 보살상은 두 손을 모으고 구름 위에 서 있으며, 사다리꼴 형태의 연곽 안에는 연꽃 5개가 간략하게 표현되었다. 보살상과 연곽은 종의 몸체에 비해 크게 나타난다. 하단 아래에는 특별한 장식이 없다.
명문에 의하면, 동종은 1767년(영조 43)에 조성되었고, 원래는 보운암(普雲庵)에 봉안되었던 유물이다. 주종장은 백예적(白詣適)과 안명발(安命發)이 기록되었는데, 백예적은 옥천사(玉泉寺) 동종(1776년) 제작에도 참여한 장인이다. 또한 안심사명 동종(1760년)을 만든 백여적(白汝積, 또는 白與積)과 동일한 유파였던 것으로 알려져 있다.

## 참고 문헌
- 함양 백운암 건륭32년명 동종 - 국가유산청 국가유산포털